# Nusa aequalis
Nusa aequalis är en tvåvingeart som beskrevs av Walker 1851. Nusa aequalis ingår i släktet Nusa och familjen rovflugor. Inga underarter finns listade i Catalogue of Life.